# ظماء العالي (القفر)

تعديل مصدري - تعديل

ظماء العالي محلة تابعة لقرية بني جربان، التابعة لعزلة بني سيف السافل بمديرية القفر إحدى مديريات محافظة إب في الجمهورية اليمنية، بلغ تعداد سكانها 234 حسب تعداد اليمن لعام 2004.